# Pfarrkirche Thunau am Kamp

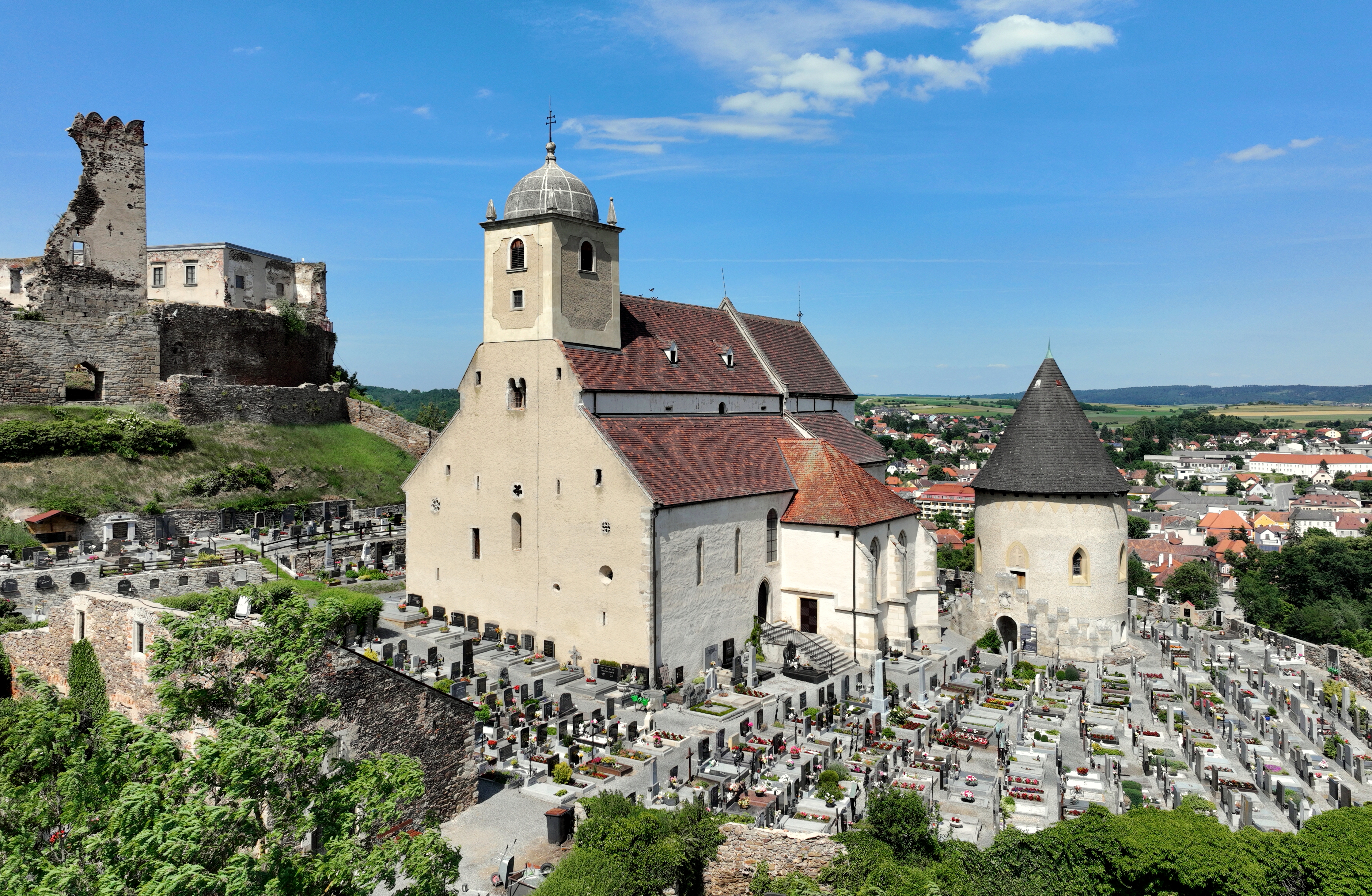
Pfarrkirche hl. Gertrud in Thunau am Kamp

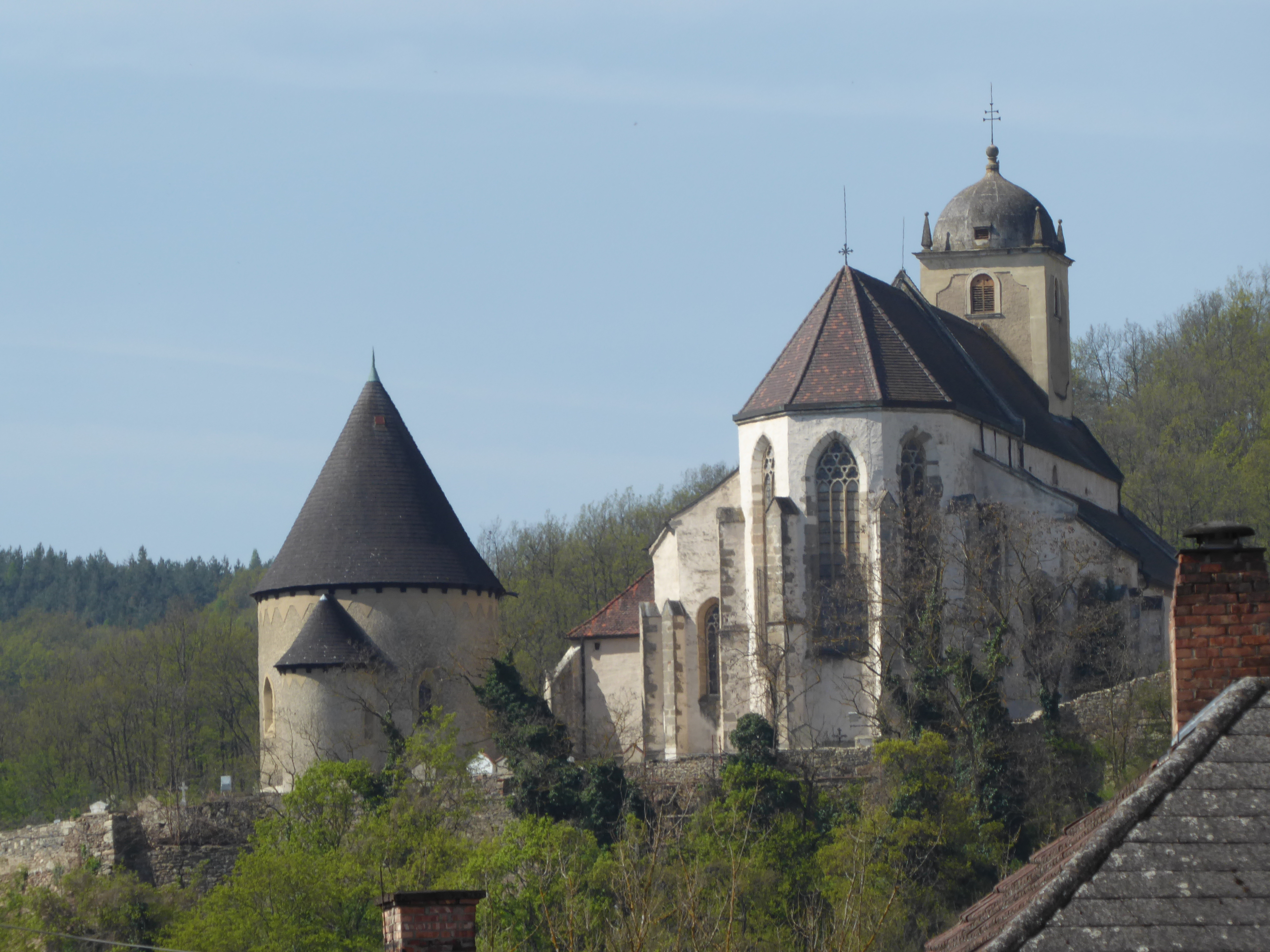
Karner und ostseitige Gertrudskirche von der Pfarrkirche Gars am Kamp aus

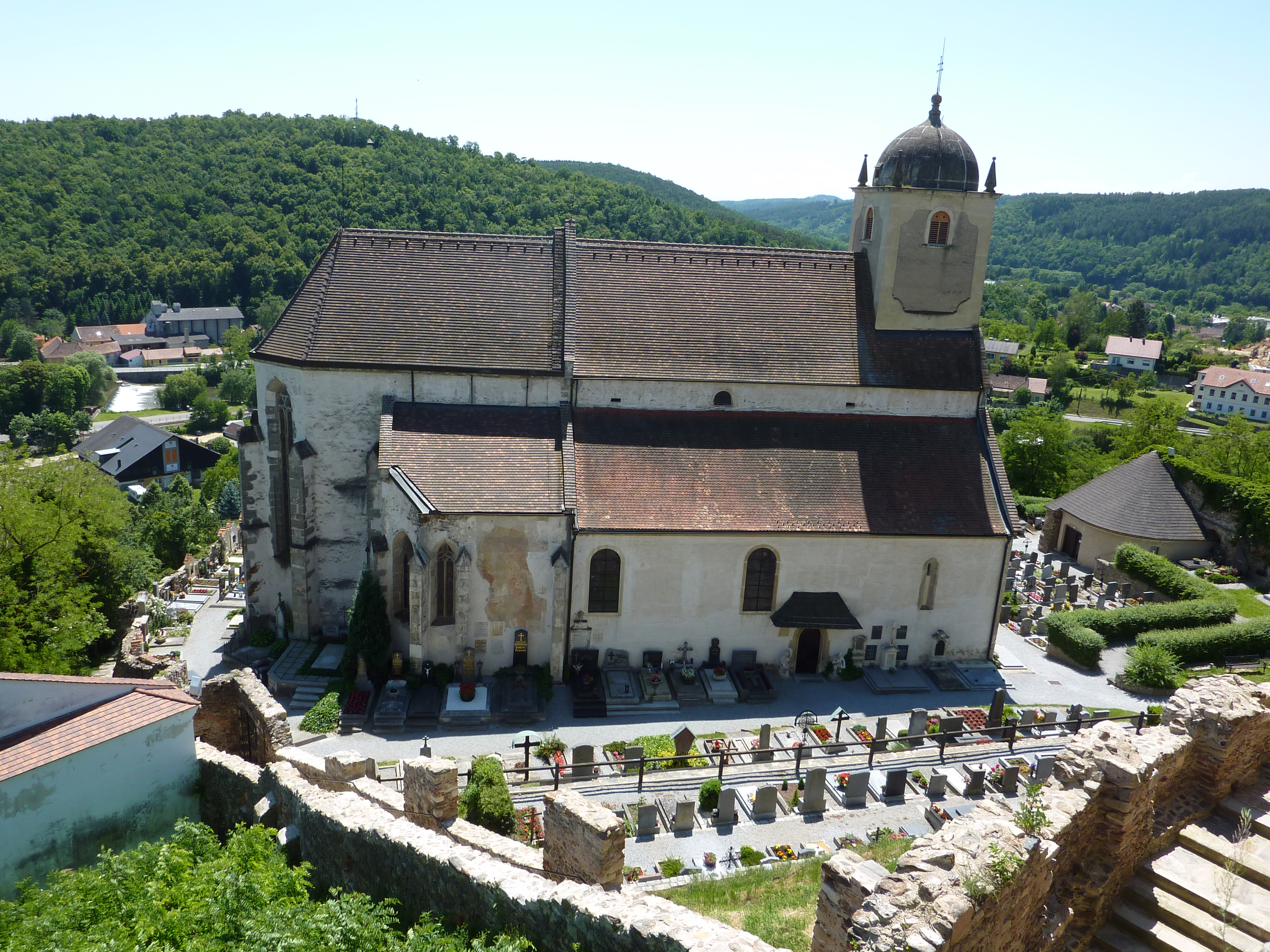
Gertrudskirche von der obigen Burgruine aus

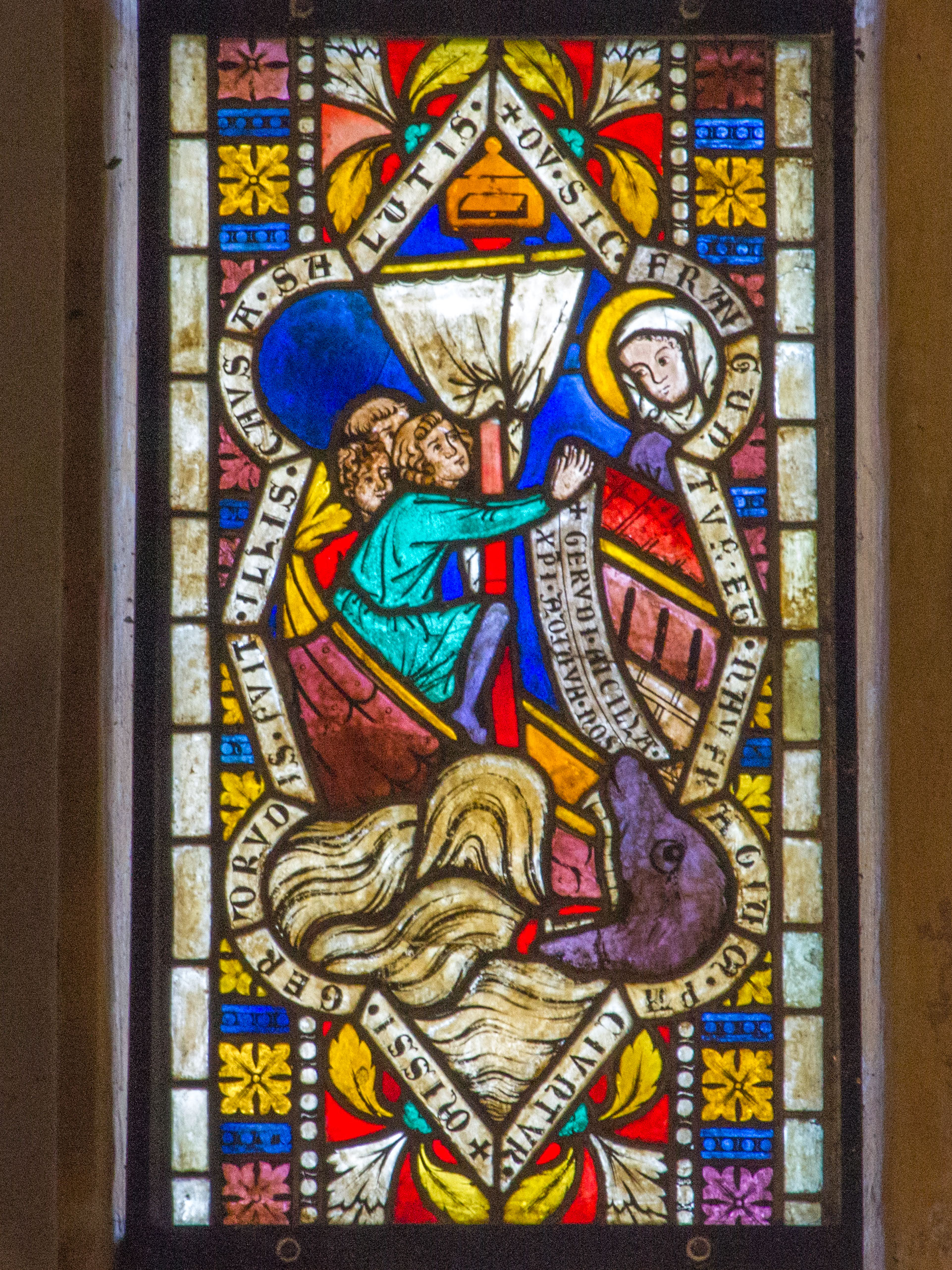
Glasmalerei Errettung aus Seenot durch die hl. Gertrud

Die ehemalige Pfarrkirche Thunau am Kamp (gemeinhin Gertrudskirche) steht weithin sichtbar im unteren südlichen Vorwerk der Burgruine Gars am Kamp im Ort Thunau am Kamp in der Marktgemeinde Gars am Kamp im Bezirk Horn in Niederösterreich. Die auf das Patrozinium Gertrud von Nivelles geweihte ehemalige Pfarrkirche ist eine heutige Begräbniskirche der Pfarrkirche Gars am Kamp und gehört zum Dekanat Horn der Diözese St. Pölten. Die Kirche steht unter Denkmalschutz (Listeneintrag).

## Geschichte
Urkundlich wurde um 1100 eine Kapelle genannt. Die Pfarre Gars-Thunau war Urpfarre für Pfarrgründungen im Waldviertel. Urkundlich wurden 1135 Zehente von Babenbergern an den Bischof von Passau geliefert, die Pfarre blieb weiterhin landesfürstlich. Urkundlich wurde 1189 ein Pfarrer genannt.
Ursprünglich um 1250 gehörte auch das Gebiet von Eggenburg zur Pfarre Gars-Thunau, in der Folge bildete sich von 1267 bis 1564 eine Doppelpfarre, wobei bald im vierten Viertel des 13. Jahrhunderts der Schwerpunkt nach Eggenburg verlegt wurde. Die Inhaber der Pfarre Gars-Eggenburg waren zumeist Würdenträger vom Hofe, mit Andreas Plank (1403–1435), Kaspar Wendl (1451–1465) Erzieher des Ladislaus Postumus, Matthäus Lang von Wellenburg (1500–1506), Thomas Eckher (1592–1603) mit dem Neubau des Pfarrhofes in Gars. Im Zuge dies Josephinismus erfolgte 1797 die Verlegung der Pfarre an die Marktkirche Gars am Kamp, dabei konnte ein Abbruch der Kirche verhindert werden.
Die Kirche wurde im 12. Jahrhundert erbaut. Im ersten Drittel des 13. Jahrhunderts bis zur Mitte des 13. Jahrhunderts wurde auf eine dreischiffige flachgedeckte Basilika umgebaut. In der zweiten Hälfte des 13. Jahrhunderts erfolgte eine Erweiterung nach Westen mit einer Einbindung des Turmes in die Westfassade. In der ersten Hälfte des 14. Jahrhunderts erfolgte eine Erweiterung nach Osten mit der Errichtung der drei gotischen Polygonalchöre. Die Glasmalerei entstand um 1330. Im 15. Jahrhundert erfolgte mit urkundliche Stiftung 1395 der Anbau der Johanneskapelle im Süden des Langhauses. Im Ende des 17. Jahrhunderts wurde der Turm erhöht und mit einer Steinkuppel abgeschlossen. 1786 wurde eine Musikempore eingebaut. 1831 wurde im Mittelschiff eine hölzerne Spitztonne eingebaut und die Hochschifffenster abgemauert. 1953 erfolgte eine Restaurierung der Glasmalerei. 1972/1975 war eine Restaurierung, dabei wurde 1974/1975 der Friedhof vergrößert, und die Zufahrt zur Kirche neu angelegt.

## Architektur
Die Kirche steht im unteren südlichen Vorwerk der Burgruine Gars am Kamp und ist von einem Friedhof mit einem Karner umgeben. Der Aufgang zur Kirche hat eine Treppenanlage und einen Kalvarienberg.
Die im Kern romanische Kirche, ehemals ein basilikaler dreischiffiger Kirchenbau mit einem Westturm und einem gotischen Dreiapsidenschluss, hat im Süden eine angebaute spätgotische Kapelle.

## Glas- und Wandmalereien
Glasmalerei: Bei den drei Chorschlussfenstern sind die originalen Dreipässe der Maßwerkes erhalten. Im Mittelfenster sind neun Rechteckfenster der ehemaligen Chorverglasung aus 1315 und 1330 zusammengefasst, welche 1953 restauriert wurden. Vier Scheiben zeigen einen Zyklus der Legende der hl. Gertrud von Nivelles, die Heilige erhält durch die Mutter die Tonsur, das Lichtwunder in der Klosterkirche, Errettung aus Seenot, und Tod und Bestattung. Drei Scheiben zeigen Szenen aus dem Leben des hl. Johannes der Täufer, Gefangennahme, Enthauptung, Gastmahl des Herodes. Zwei Scheiben sind Ornamentscheiben. Sämtliche figuralen Scheiben haben eine bemerkenswerte Inschrift in gotischen Majuskeln in Medaillonrahmen. Siehe auch: Im Stift Herzogenburg sind acht weitere Scheiben derselben Verglasung.
Wandmalerei: Im Bereich der drei Chöre und im südlichen Seitenschiff gibt es Einzelbilder und Szenenfolgen, diese wurden 1880/1881 entdeckt, und 1906 freigelegt. Die Bilder sind durchwegs schlecht erhalten. Im Mittelchor hat die Sessionsnische eine ornamentale Bemalung aus der ersten Hälfte des 14. Jahrhunderts, im Nordchor sind in zwei Streifen Fragmente von 14 Szenen einer Katharinenlegende, an bzw. über den östlichen Mittelschiffpfeilern ist eine Achatiusmarter, und eine fünf Szenen der Georgslegende, im Südchor hll. Katharina und Wolfgang, an der Südwand des südlichen Seitenschiffes fragmentiertes Figur- und Arkadenfries, alle vom Meister von Thunau, um die Mitte des 14. Jahrhunderts. Am mittleren Pfeiler zum südlichen Seitenschiff Schutzmantelmaria aus der Mitte des 14. Jahrhunderts. Am südöstlichen Mittelschiffpfeiler Einzug in Jerusalem und Abendmahl um 1400. An den Gewänden der westlichen Langhausarkaden sind ornamentale Malereien mit Rosetten aus dem 14. Jahrhundert, 1985 freigelegt.

## Ausstattung
In der zweiten Hälfte des 16. Jahrhunderts erfolgte eine bemerkenswerte Ausstattung der Kirche mit figürlichen Grabmälern und Totenschildern.